# Tanzawa
Tanzawa (jap. 丹沢湖 Tanzawa-ko) – sztuczne jezioro zaporowe, położone na wschód od góry Fuji w mieście Yamakita, w dzielnicy Ashigarakami, w prefekturze Kanagawa, w Japonii. Jezioro powstało w wyniku budowy zapory Miho w 1978 roku.